# Mosquito (appareil)
Pour les articles homonymes, voir Mosquito et Beethoven (homonymie).

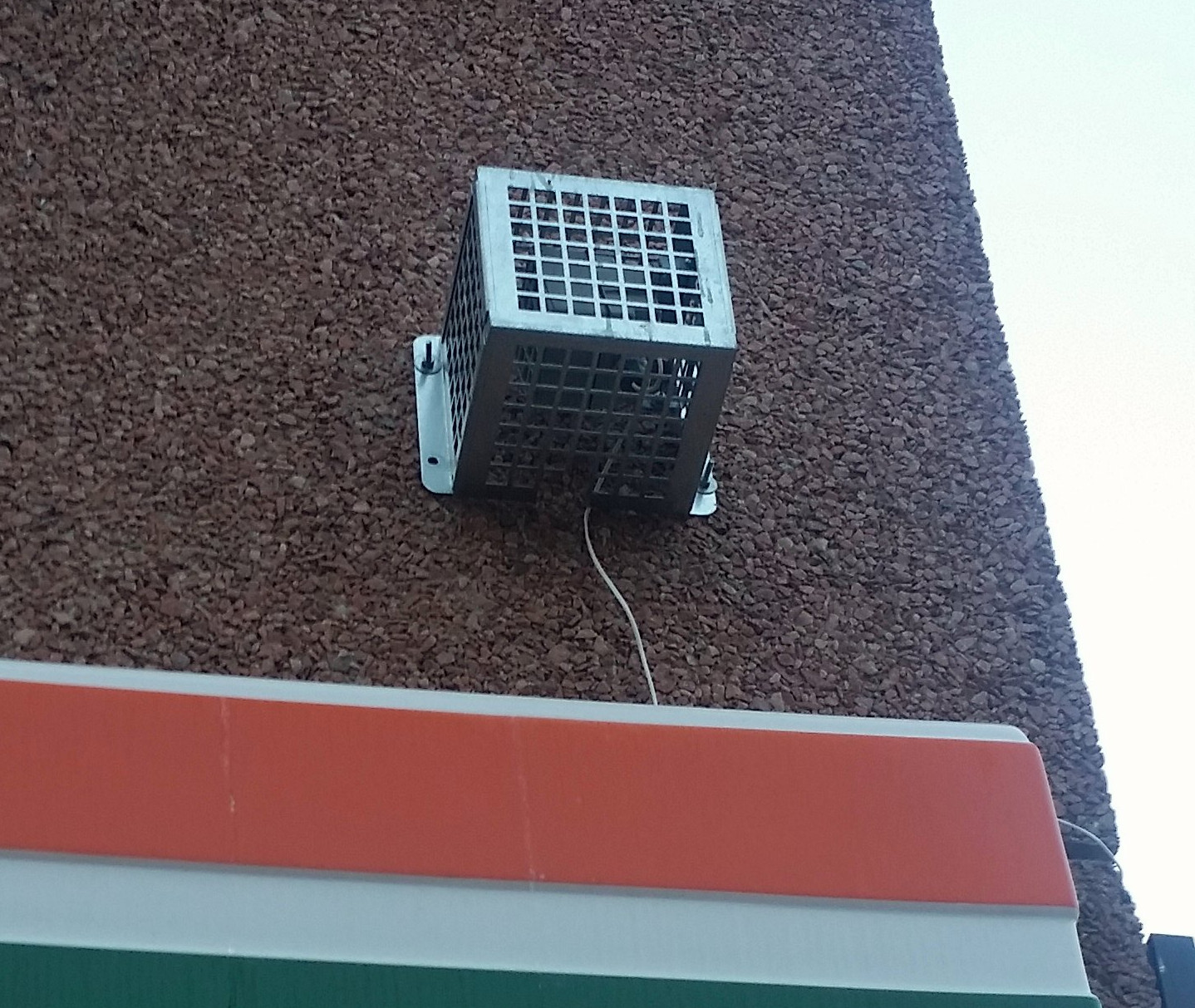
Un mosquito installé dans un boîtier grillagé en façade d'un magasin aux États-Unis (2018).

Le Mosquito, Beethoven en France ou Swiss-Mosquito en Suisse sont les marques déposées du même dispositif de harcèlement acoustique qui émet des sons à très haute fréquence, similaires au bourdonnement d'un moustique (d'où le choix mercatique du nom anglais, mosquito) destiné à disperser les groupes d’adolescents qui auraient un comportement jugé anti-social par leurs utilisateurs,. L'appareil est destiné aux adolescents et affecterait tout être humain de moins de 25 ans : fœtus d'une femme enceinte, bébé, enfant, adolescent et jeune adulte.
L'appellation Beethoven provient du musicien Ludwig van Beethoven. Les opposants font ironiquement remarquer que ce compositeur fut atteint de surdité. Pourtant, selon le site web de l'entreprise distributrice du produit, le dispositif possède « un son qui adoucit les mœurs », une réponse aux problèmes de tapage causés par des jeunes. Sa médiatisation a été exploitée de façon détournée, reprenant le son inaudible pour les adultes, afin d'en faire une sonnerie téléphonique, le mosquitone.
En 2009, le boîtier Mosquito est sujet à de vives polémiques dans de nombreux pays.

## Histoire

### Au Royaume-Uni

#### Débuts

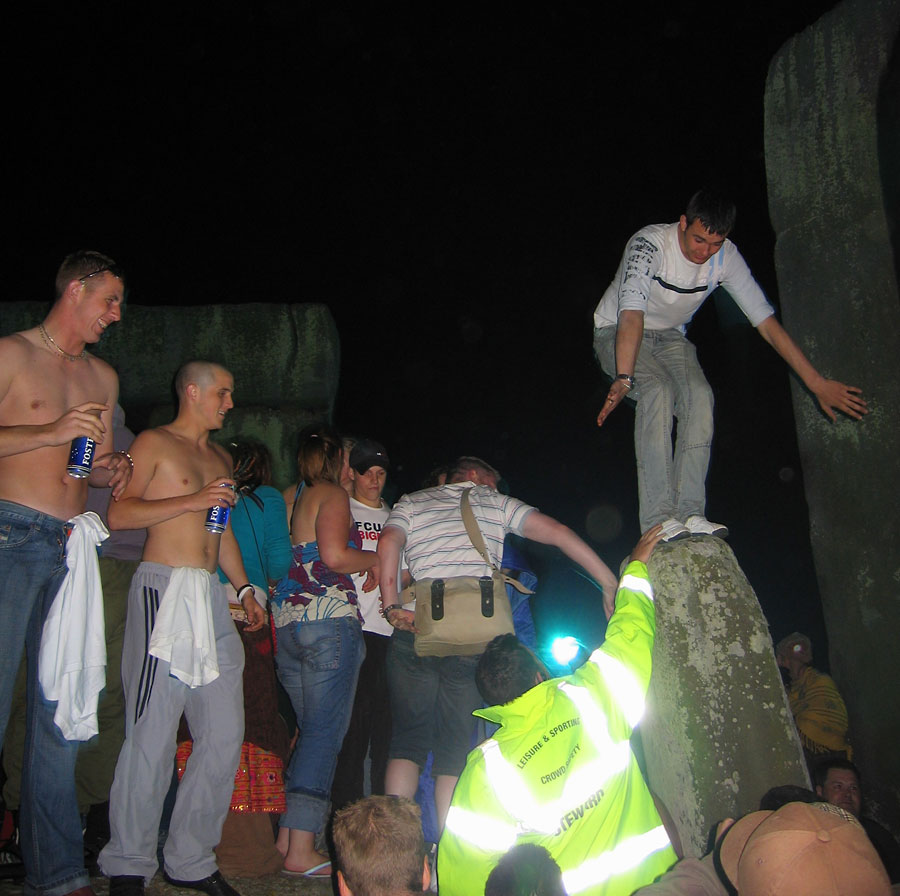
Troubles de l'ordre public à Stonehenge

Le Mosquito a été inventé en 2005, par le Britannique Howard Stapleton, titulaire de l'équivalent d'un BEP en électronique. Pour son invention, il est désormais cité dans le livre Guinness des records. Pour Stapleton, le but initial du Mosquito était « avant tout de protéger ma fille des voyous qui l'importunaient quand elle passait devant l'épicerie de notre quartier ».
Depuis de nombreuses années, le Royaume-Uni fait face à un grave problème de société récurrent : le « binge drinking » ou dipsomanie en français. De plus en plus violents, les jeunes s'assemblent en bandes désœuvrées qui jouent à terroriser les passants. Dans de nombreuses villes britanniques, de jeunes buveurs arpentent régulièrement les rues après la fermeture, faisant acte de violences urbaines (fistfights ou pugilats) ou de vandalisme des magasins.
Howard Stapleton l'affirme lui-même : « Lorsque vous étiez un jeune garçon de 12 ou 13 ans, vous n'auriez pas craché à la face d'un officier de police et ne lui auriez pas dit "d'aller voir ailleurs". C'est ce qui se passe ici, au Royaume-Uni. Les jeunes savent jusqu'où ils peuvent aller sans s'attirer des ennuis. Très peu de règles existent concernant les cas de mauvais comportement. ».
Après que sa fille eut été importunée, l'ingénieur de sécurité s'est plaint au commerçant, le malheureux épicier mit alors au défi Stapleton de trouver une solution. L'inventeur réfléchit tout d'abord aux tentatives que certains magasins en Amérique du Nord ont faites en jouant de la musique classique dans des centres commerciaux et à d'autres endroits où les jeunes se rassemblent. Mais il est illégal en Grande-Bretagne de faire jouer de la musique en dehors des magasins après 9 heures, et les commerçants doivent payer une redevance pour cela.
Puis il s'est souvenu avoir visité au début de son adolescence une usine où il avait été agressé par un son ultra aigu que les adultes ne pouvaient pas entendre. Il se mit alors à construire un appareil sur le principe des alarmes et le testa sur ses cinq enfants avant de l'utiliser pour disperser les adolescents tapageurs qui traînaient et obstruaient l'entrée de l'épicerie de son quartier. « J'ai utilisé mes enfants comme cobayes parce que je ne suis pas à même d'entendre l'appareil moi-même », a-t-il dit.
L'appareil réussit à disperser les attroupements de ces jeunes, bagarreurs et violents, sous l'emprise de l'alcool, et qui régulièrement importunaient les clients de cette épicerie de Barry, au Pays de Galles, là où la police locale avait échoué. Fort de ce succès, l'inventeur procèda à la commercialisation du produit et déposa des brevets. Depuis 2006, il est en vente libre. 
Stapleton s'attendait à construire et à installer un petit nombre de machines par an « pour aider à acheter aux enfants des cadeaux de Noël ». Au lieu de cela, la société qui commercialise l'appareil a fait près de 2 millions de dollars de vente en 2007. « Je n'aurais jamais cru à l'ampleur du problème » a déclaré Stapleton.

#### Commercialisation
Cette même année, un autre dispositif est installé devant une autre épicerie de Newport (Pays de Galles). Après trois mois, il est interdit par les membres du partenariat communautaire pour la sécurité de Newport, créé pour adopter les dispositions de la « loi 1998 sur les crimes et les troubles à l'ordre public » (Crime and Disorder Act 1998 en anglais). Malgré cette interdiction, une autre épicerie, qui souffrait de rassemblements illégaux de jeunes devant sa devanture, a installé le Mosquito avec succès, ce qui a permis d'éloigner les attroupements non désirés, les troubles et abus contre les clients dans et devant le magasin.
En 2008, en réponse à une importante campagne nationale lancée par le Commissariat à l'enfance de l'Angleterre, et l'agence nationale de la liberté et de la jeunesse, le gouvernement britannique a publié une déclaration insistant sur le fait que « les alarmes Mosquito ne sont pas interdites, et le gouvernement n'a pas prévu de les interdire ». L'appareil est donc légal dans le reste du Royaume-Uni. Concernant les risques sanitaires, le fabricant affirme que la sonnerie du boîtier est diffusée sous le seuil limite légal et de sécurité pour l'audition qui sont fixées par le gouvernement britannique (75 dB).
Plus de 4 000 appareils seraient à ce jour installés en Grande-Bretagne. Selon le magazine américain Time du 7 avril 2008, le Royaume-Uni est aujourd'hui « un pays effrayé par ses propres enfants ».

### En France
Selon le journal Le Parisien, malgré une commercialisation restée confidentielle sur Internet et un démarchage à domicile, le boîtier a conquis une cinquantaine de bailleurs sociaux et de syndics de copropriété du Sud-Est qui préfèrent rester discrets.
Sur Internet ainsi qu'au sein du gouvernement français, l'appareil suscite une vive polémique. En 2008, un particulier a été condamné à 2 000 € d'amende pour avoir installé ce système sur la façade de son domicile.

### En Belgique

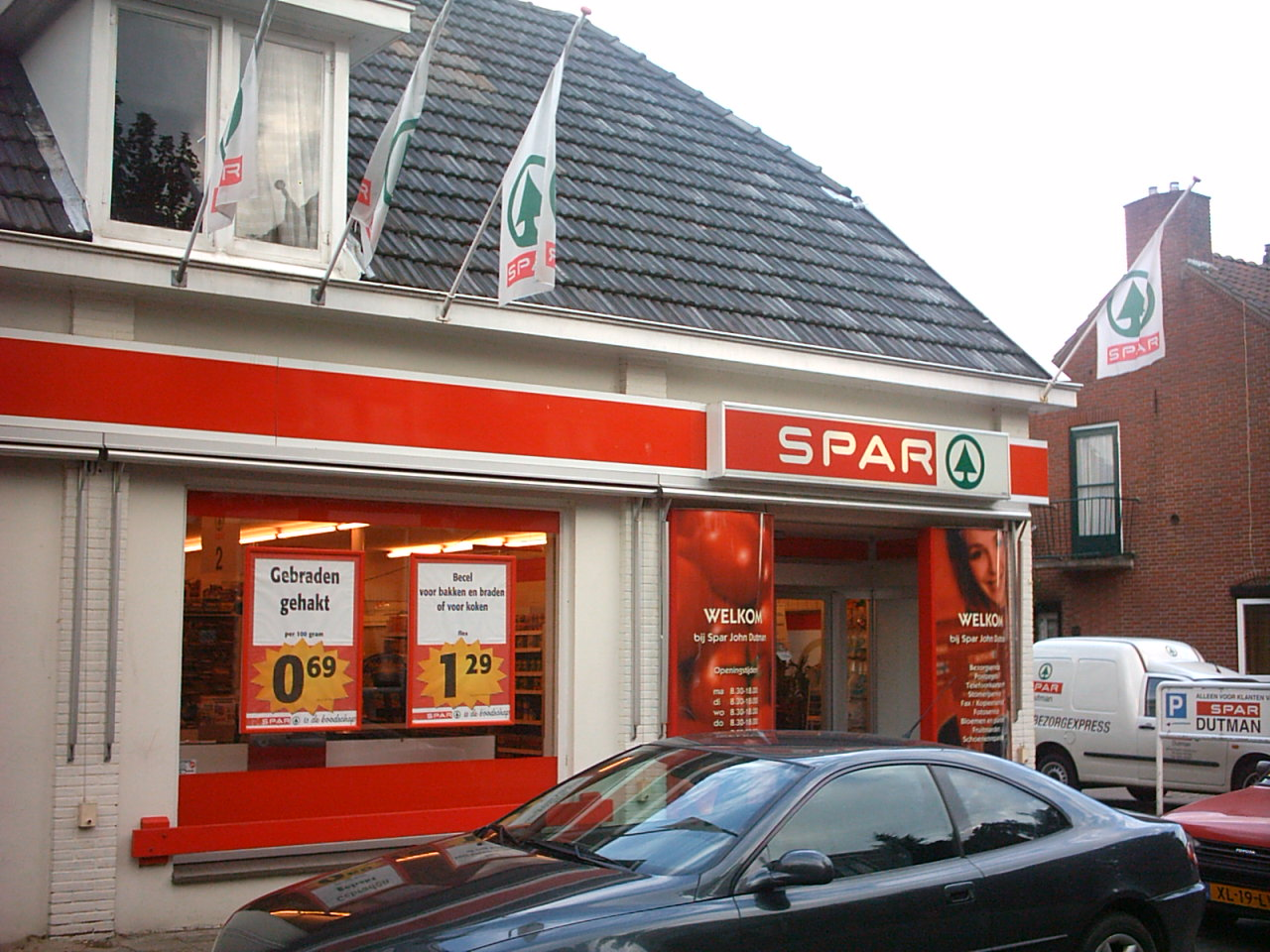
Une épicerie Spar en Belgique. L'appareil est utilisé devant ce type de magasins, au Royaume-Uni.

Le 24 avril 2008, une motion anti-Mosquito a été votée à l'unanimité par le conseil communal d'Ixelles. Le texte de la motion, présenté par l’échevin de la Jeunesse et député Béa Diallo (PS) « demande aux gouvernements fédéral, régionaux et communautaires d'interdire la commercialisation de ce produit et au gouvernement fédéral de saisir la Commission européenne à ce sujet »,. À la suite, plusieurs communes adoptent une motion similaire : Farciennes, Pont-à-Celles, Anthisnes. 
Le  ministre de la Santé, Laurette Onkelinx (PS), a commandé une étude d'incidence sanitaire.
Selon une enquête au 26 avril 2008 du quotidien Le Soir, une dizaine de commandes belges ont été passées ces derniers mois auprès du fabricant britannique.
Le 26 avril 2008, le Mosquito – en usage à plusieurs endroits à Bruxelles – est officiellement banni par la commune de Schaerbeek (près de Bruxelles).  Au niveau national il n'y a aucune décision dans un sens ou dans l'autre.

### En Suisse
Depuis avril 2007, et selon Simon Morris, porte-parole du fabricant : « nous rencontrons un intérêt immense pour notre appareil [le Mosquito] en Suisse. Nous avons reçu près de 100 demandes sérieuses de compagnies suisses, dont de très grandes. »

### Au Canada et au Québec

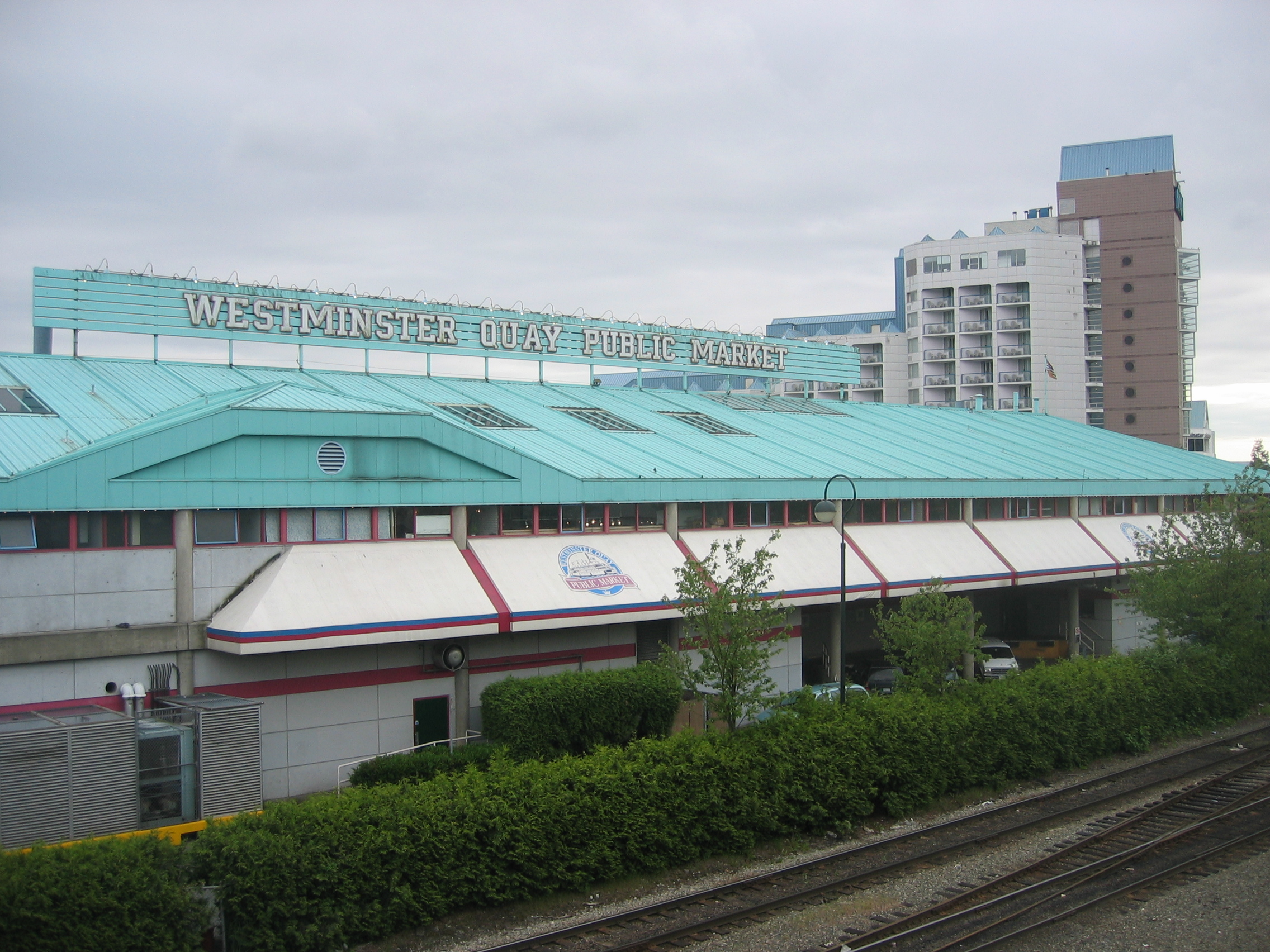
La station SkyTrain au Westminster Quay Public Market de New Westminster. Le mosquito y est installé ...

Selon l'agence The Canadian Press, il y aurait plus de 150 boîtiers mosquito installés au Canada. La Colombie-Britannique possède le plus de clients à ce jour, et des essais ont également été faits en Alberta et en Saskatchewan. À New Westminster, la propriétaire d'un bar, l'une des toutes premières entreprises nord-américaines à essayer l'appareil en 2006, déclare : « C'est génial, il fonctionne toute la nuit et maintient à l'écart tous les jeunes punks qui traînent à la station SkyTrain ».
Deux dépanneurs Mac's (similaires au Couche-Tard québécois) à Victoria ont utilisé le Mosquito pour dissiper des trafiquants de drogue, tandis que deux autres à Richmond, en Colombie-Britannique, l'ont utilisé pour dissiper d'importantes foules d'adolescents. À ce sujet, Geoff Higuchi, directeur des opérations pour Mac's en Colombie-Britannique, déclare : « nous les utilisons pour faire face à un scénario du pire. Nous aimons les enfants, ils représentent une grande partie de nos activités. Ce n'est donc pas l'outil idéal, mais c'est un outil de plus à ajouter à l'arsenal, si d'autres méthodes ne fonctionnent pas, comme la police. ».
Selon le journal La Presse, l'agente d'information à la Commission des droits de la personne et des droits de la jeunesse du Québec, Diep Truong, aurait déclaré plusieurs atteintes aux droits de la personne et des jeunes :  « À première vue, il semble que le Mosquito porte atteinte à plusieurs droits. La Charte protège l'accès aux lieux publics pour tous, la liberté de réunion pacifique et l'égalité des individus sans discrimination fondée sur l'âge. Ce qui est problématique, c'est qu'il vise un segment entier de la population, soit les moins de 25 ans, même ceux qui n'ont rien à voir avec le vandalisme. Il vise beaucoup trop large. Il suppose qu'ils vont tous causer des problèmes. »,

## Principe de fonctionnement

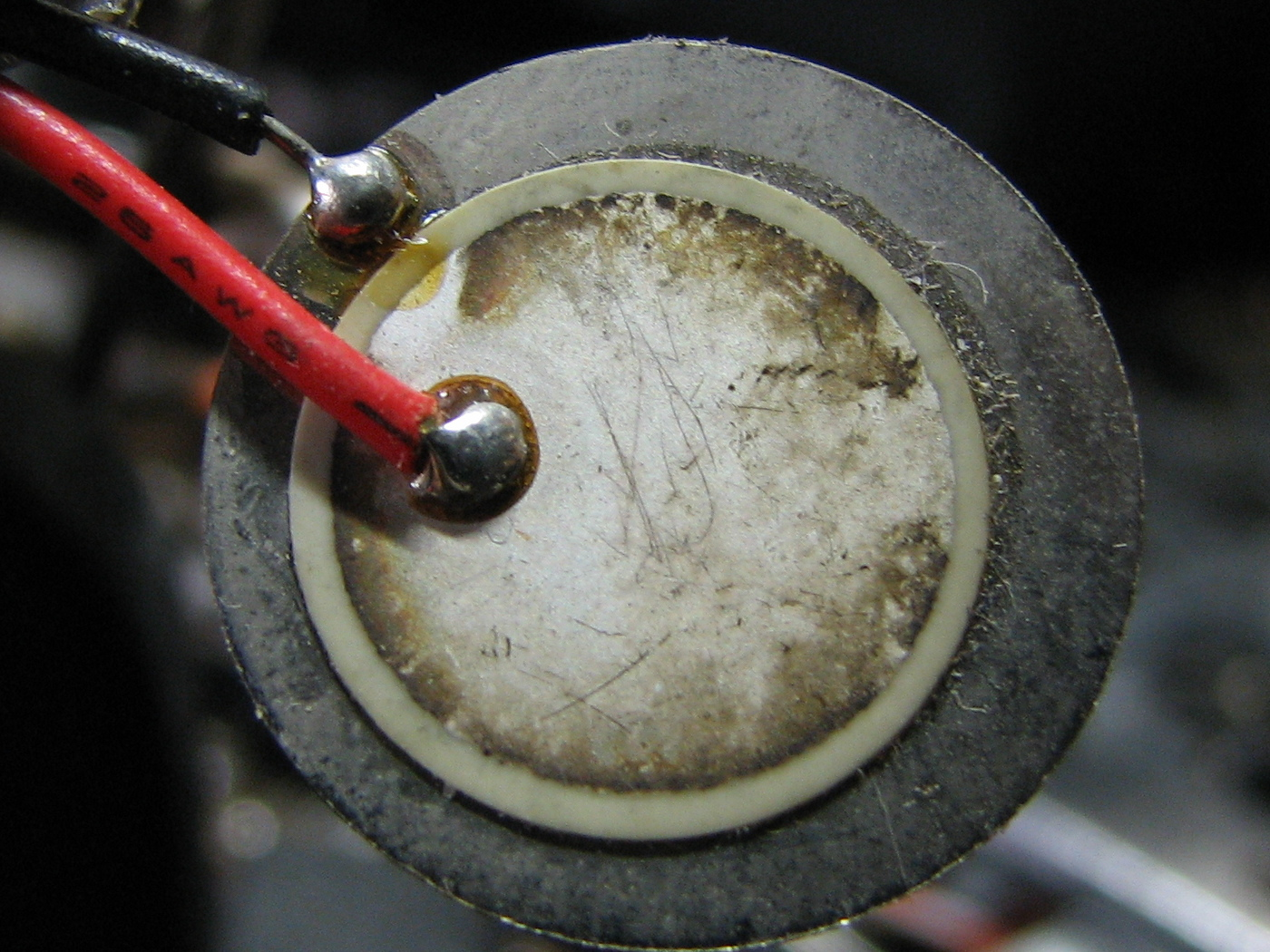
Un buzzer pour la génération du signal

L'appareil est principalement constitué d'un générateur à hautes fréquences, un buzzer, et d'un haut-parleur, un tweeter. Il émet jusqu'à 95 décibels (à titre de comparaison pour les baladeurs, les normes sanitaires interdisent d'excéder 100 décibels depuis 2001 alors que le nouveau code du travail de 2006 définit la limite à 80 dB pour ce qui est des employés). Le son est directionnel et ne franchit pas les éléments solides tels que les murs et les portes. En produisant ces ondes, il provoque des désagréments chez les êtres humains ayant encore une audition très fine (sa dégradation progressive et inéluctable explique pourquoi ces ondes sont généralement perceptibles jusque 25 ans à peu près).
La technologie sonore de l'appareil n'est pas récente (utilisée depuis longtemps dans le milieu industriel) et utilise des gammes de fréquences : il produit des sons très aigus (des signaux acoustiques audibles haute fréquence) dans la plage 17,5 à 18,5 kHz, en théorie, uniquement perceptibles par des personnes âgées de moins de 25 ans. Il ne s'agit donc pas d'ultrasons, comme on le lit parfois, mais d'extrêmes aigus. Le principe de cet appareil repose sur un principe physiologique similaire à celui responsable de la presbyacousie. En France, l'appareil a été rebaptisé Beethoven (« un son qui adoucit les mœurs »), par la société de produit de sécurité IBP dans le but d'éloigner les personnes sensibles à ces sons aux endroits où sont placés ces appareils.

### Conception initiale

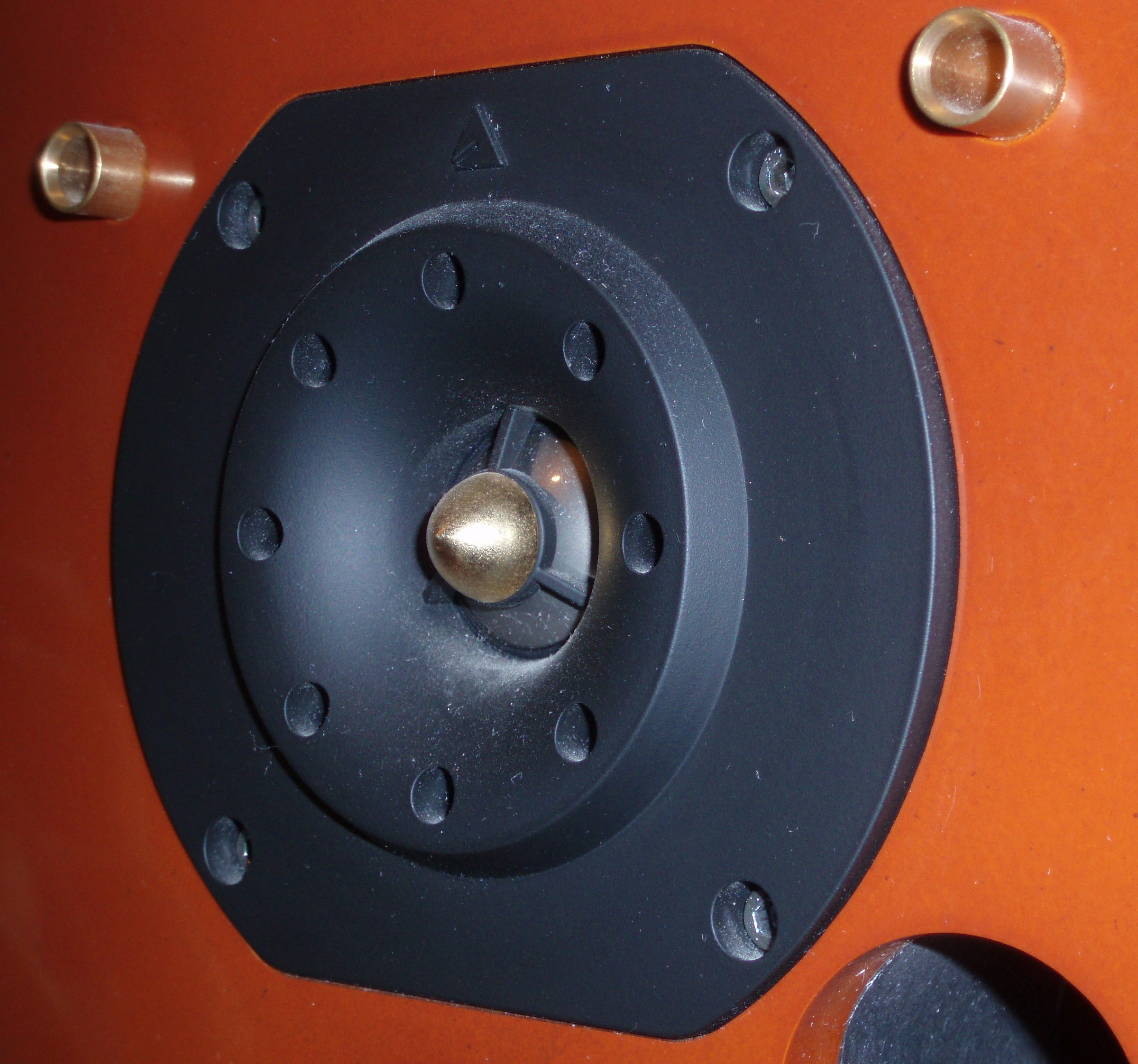
Un Tweeter (haut-parleur)

#### Avant le Mark IV
Basé sur le modèle d'une alarme, le Mosquito ne comporte pas d'électronique compliquée. Le modèle ancien et noir, Mark I a été finalement remplacé par le Mark II, gris, plus petit et compact, et qui comporte certaines améliorations :
- boîtier en alliage renforcé de zinc et de métal
- déclenchement télécommande d'une portée de 50 mètres ou par détecteur infrarouge passif
- le son s'éteint automatiquement après 20 minutes (sauf s'il est réenclenché par la cellule infrarouge)
- usage interne ou externe
- programmateur (en option) pour un fonctionnement sur des plages horaires précises.

Les possibilités actuelles sont aussi :
- portée de 20 m avec angle de transmission de 60 ° et angle d’inclinaison de 30 °
- séquences sonores de 20 minutes alternées "marche/arrêt" : production de salves régulières de sons, 20 minutes décroissantes alternées par une plage de 20 minutes de silence.
- ajustement du volume sonore sur quatre positions : 75 (position la plus basse), 80, 85 ou 90 dB (position la plus haute)
- adaptation automatique au bruit environnant : le volume est automatiquement augmenté pour être 5 dB plus élevé que le bruit environnant, atteignant la puissance maximum pour chaque ajustement.
- alimentation 12 volts
- interrupteur manuel de marche/arrêt

Une cage protectrice en métal grillagé est en option. Tous les Mark II sont livrés avec un panneau d'avertissement visuel à déposer dans la zone affectée. Il est recommandé de positionner l'alarme à 3 mètres de hauteur pour éviter le vandalisme.

#### Mark IV
Cette dernière version possède deux modes : 17 kHz et 8 kHz pour rendre audible le son à tout âge, ainsi que d'autres améliorations dont une portée doublée (40 m). Cette dernière modification de fréquence audible permet donc à toute personne d'entendre le son dont la tonalité, les pulsations, le rythme sont différents : le cerveau ne peut ignorer une telle sonnerie cacophonique.

### Futures versions
Il est prévu une nouvelle version plus polyvalente. Selon l'inventeur : « J'ai imaginé un Mosquito couplé à une alarme, qui se déclenchera automatiquement à l'intérieur des magasins en cas d'effraction. Je prépare aussi un prototype surpuissant, capable de couvrir des vastes zones interdites au public, comme des gares de triage ou des chantiers. »

## Controverses

### Risques sanitaires

#### En France

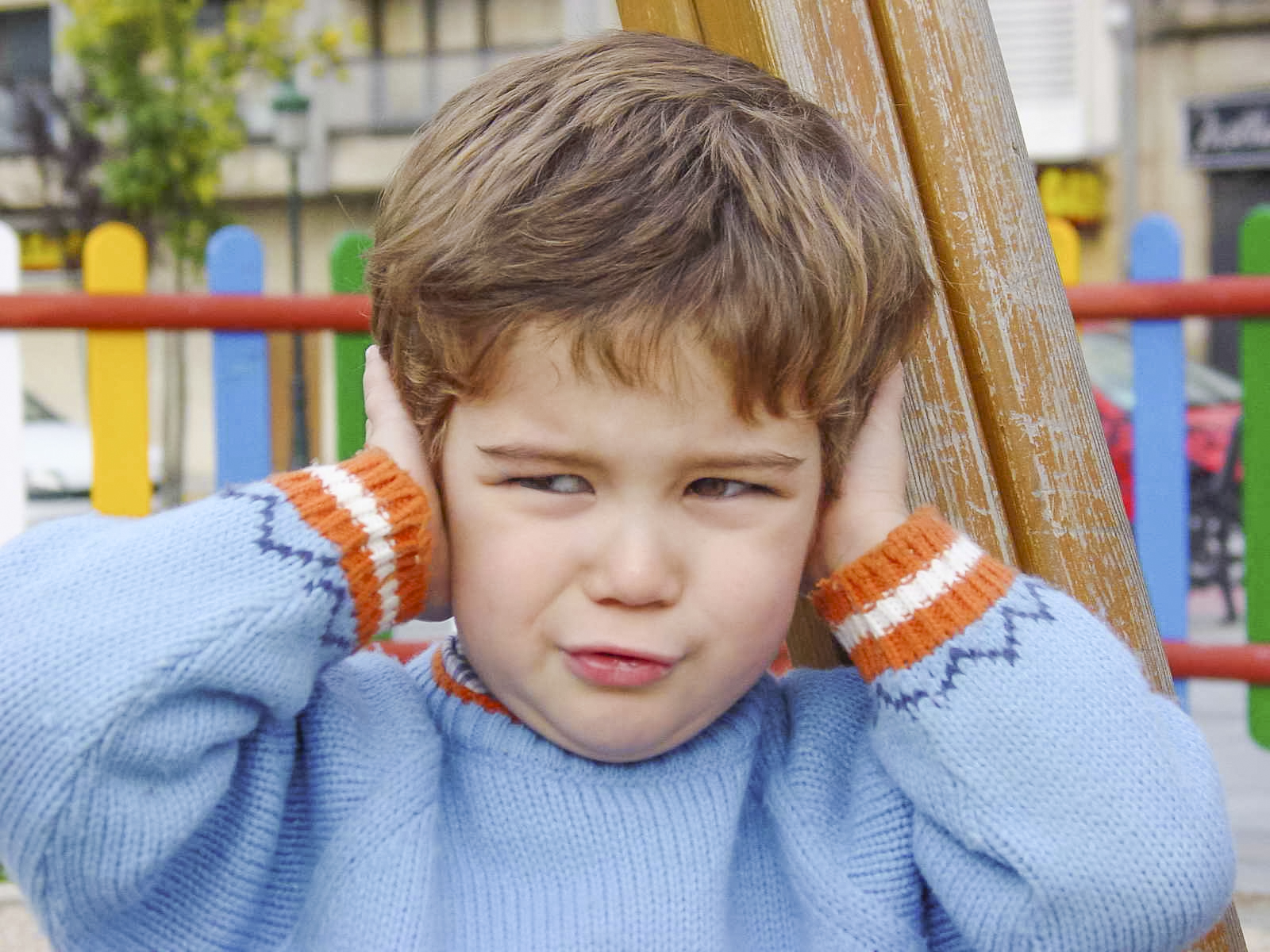
Un enfant se bouche les oreilles à cause d'une pollution sonore abusive

L'entreprise conceptrice de l'appareil se défend d'une telle cause de gêne et indique qu'il n'y a aucun risque pour la santé. Pourtant, Jacques Châtillon, chercheur de l'INRS, déclare dans une étude bibliographique, les limites d'exposition aux infrasons et aux ultrasons, que « l'exposition prolongée à certains seuils comporte des risques. Les femmes enceintes sont directement concernées. Concrètement, réglé à 75 décibels, l'appareil est inoffensif. En revanche, à 95 décibels, on ne peut pas exclure un danger pour l'audition ». Il est indiqué une valeur limite d’exposition de 8 heures dans l'étude, ce qui définit le terme « inoffensif ».
On peut ainsi lire dans l'étude, que :
- L’existence d’effets nuisibles ou désagréables à l’homme de ces sons quasi-inaudibles est un fait prouvé dès lors que leurs niveaux sont suffisamment élevés.
- Il est finalement recommandé de limiter l’exposition des travailleurs aux bruits audibles de haute fréquence (8 - 20 kHz)

Pour plus d'informations, voir aussi :
- la section Bibliographie pour lire l'étude.
- la nouvelle réglementation sur le bruit, le décret no 2006-892 du 19 juillet 2006 sur la pollution sonore fixant à 80 dB la nouvelle limite d'exposition.

#### En Belgique
L'appareil est accusé de produire des « maux de tête » depuis qu'un adolescent d’Aywaille (commune située près de Liège) a déposé plainte contre le fournisseur. Tous les jours, il attendait le bus devant une banque ayant installé l'appareil sur sa façade, il était alors sujet à de violents maux de tête. L'appareil sera finalement retiré. Selon le docteur Philippe Mahillon, les risques sur la santé sont variables : « Tout dépend de la durée d’exposition et de l’intensité de la fréquence». Aucune étude scientifique n’a été menée pour l’instant.

#### En Suisse
Jean-Philippe Guyot, médecin-chef ORL de l'hôpital cantonal de Genève a déclaré dans le quotidien, la Tribune de Genève « Cette méthode est plus que discutable. Mettre une intensité telle qu'elle ferait mal ne signifie rien d'autre qu'occasionner un dommage physique ». Ce qui semble souligner la piste de dommages corporels rendus possibles par l'appareil Swiss-Mosquito.
Le 28 novembre 2007, la Caisse nationale suisse d'assurance accidents, la SUVA, et le Conseil fédéral suisse ont délibéré et rendu leurs positions sur le boîtier :
« Les mesures du bruit émis par les Mosquito, effectuées par la SUVA, ont conclu à un niveau continu équivalent (Leq) de 98 dB(A) au maximum, à un mètre de distance des appareils. S'ils sont installés correctement (soit, selon les indications du fabricant, à au moins 3 m de hauteur), le niveau sonore pour une personne debout sur le sol est alors de 86 dB(A) au maximum. Les enfants, les adolescents et les animaux sont fortement gênés par les appareils de type Mosquito correctement installés parce que, contrairement aux autres, ils peuvent entendre les hautes fréquences. Cette gêne est le but même de ces appareils. Elle disparaît rapidement dès qu'on s'éloigne du rayon d'action. Selon la SUVA, une installation correcte de l'appareil exclut pratiquement tout risque de lésion auditive permanente. Toutefois, si l'appareil n'est pas employé comme il faut, l'intensité sonore perçue à proximité peut alors causer rapidement une lésion auditive permanente. »
Le manque de législation sur ce type d'appareil est lui aussi révélé : « les valeurs limites d'immission ne s'appliquent pas en pleine rue et à l'air libre ».
Finalement, le Conseil fédéral suisse se prononce contre l'interdiction générale des équipements Mosquito en Suisse pour le respect de la liberté économique et de la garantie de la propriété qui font aussi partie des droits fondamentaux.

### Risques sociaux et politiques

#### En France

##### Analyse
Dans la presse générale, il a été qualifié de « répulsif sonore anti-jeunes » du fait de l'origine du concept appliqué premièrement aux animaux, et son utilisation est controversée au même titre que le « répulsif anti-SDF », le malodore visant à éloigner les sans domicile fixe.
S'il est utilisé sans discernement moral, et du fait qu'il s'adresse à une frange bien précise de la population, au même titre que le malodore, l'appareil possèderait alors un facteur indéniable de discrimination (sans compter ceux, possibles, de marginalisation, ségrégation, exclusion) des jeunes qui est un terme qui regroupe plusieurs catégories : des adolescents aux jeunes adultes. Du fait de la capacité d'audition des nouveau-nés, ceux-ci seraient aussi affectés, lors du passage d'une mère et de son enfant dans la zone d'utilisation du produit. 
Avec un usage abusif, sans code de déontologie, il pourrait faire partie de ces nouvelles formes d'expression du racisme, nées d'un retour à l'individualisme de notre époque moderne, et qui se fonderait sur un rapport de déresponsabilisation des pouvoirs sociaux et politiques, sur une police inefficace et impuissante face au problème de la « racaille » et face aux attroupements « menaçants » ou « hostiles » de jeunes en marge de la société déjà passibles de peines depuis la loi pour la sécurité intérieure. Ce « racisme anti-jeunes » est évoqué brièvement le 5 avril 2008 par Bernard Laporte, secrétaire d'État aux Sports et à la Jeunesse.
Au niveau social, Nicolas Grimault, chargé de recherche CNRS et psycho-acousticien, n'exclut pas les possibilités d'exacerbation du produit : « la pollution sensorielle est très intrusive et peut être ressentie de manière très agressive ». Pourtant, son créateur, Howard Stapleton, dément avoir voulu créer des zones sans enfants et appelle à la définition d'une nouvelle législation sur son produit.

##### Réactions politiques
Presque toute la classe politique est unanime contre le Mosquito, les grands partis se sont prononcés pour l'interdiction du dispositif.
Le 2 avril 2008, le Parti communiste français et le Parti socialiste demandent l’interdiction des répulsifs anti-jeunes.
Par l'intermédiaire de ses ministres, le gouvernement de l'UMP fait ses déclarations :
- Le 3 avril 2008, la ministre Roselyne Bachelot fait appel au principe de précaution en faveur des risques de danger pour la santé causés par le boîtier « Beethoven », mais aussi quelle que soit la forme juridique pour interdire ce dispositif en France. Un travail interministériel sera requis pour établir une interdiction[27] ;
- Le 23 juin 2008, la ministre du Logement, Christine Boutin, et Fadela Amara sa secrétaire d'État chargée de la Politique de la ville, ont fustigé la commercialisation du système. Dans un communiqué commun, elle préviennent conjointement qu'« une société qui invente "la machine à chasser le jeune" se trompe de chemin »[28].

À cela, l'inventeur du système, Howard Stapleton, qui a reçu en 2006 un prix Nobel des inventions les plus loufoques, prévient : « Les Hollandais, les Allemands et les Suisses ont essayé de l'interdire, ils ont tous échoué. », ce qui est factuellement faux étant donné que la Suisse n'a jamais essayé d'interdire l'appareil.

##### Procès

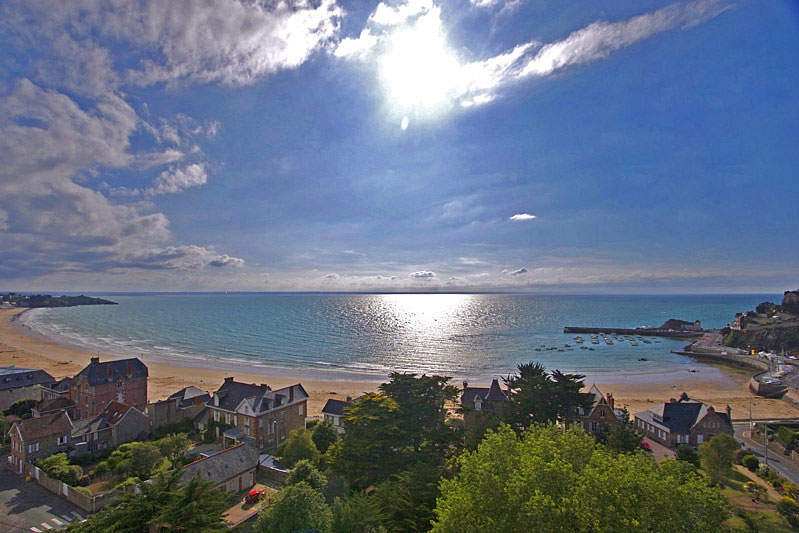
Pléneuf-Val-André (plage de Piégu) : cette station balnéaire familiale a été l'objet d'un procès contre le Mosquito, porté par les commerçants du centre-ville.

Le 25 avril 2008, à Pléneuf-Val-André dans les Côtes-d'Armor, une association de commerçants porte plainte contre un particulier ayant installé une « arme sonore illicite » sur la façade de sa maison, orientée vers la rue, : le Mosquito, qui est renommé pour l'occasion en « sonar répulsif ». Une douzaine de témoignages font état de maux de tête soudains, des gestes d'enfants en poussettes qui « se cachent les oreilles en passant ». Avant l'audience en référé du 24 avril par le tribunal de Saint-Brieuc, une employée de boutique aurait indiqué après consultation d'ORL, souffrir de microlésions à l'oreille interne du fait d'une exposition de trois-quatre heures par jour à l'appareil ou celui-ci aurait fonctionné pendant une semaine seulement. 
L'avocat de la défense explique que le propriétaire de l'appareil avait été excédé par des tapage nocturnes et sept actes de dégradations volontaires contre sa résidence secondaire et son véhicule, entre 2005 et 2007. Avant d'utiliser le Mosquito, ce résident de Nanterre aurait déposé, en vain, plusieurs plaintes successives et même rédigé une lettre au président Nicolas Sarkozy, restée sans réponse. Selon le journal Ouest-France, il serait le vice-président d'une grande entreprise, celle de la société « Walt Disney France ». Par un arrêté, la municipalité a fait interdire ce type de dispositif alors que le maire ne s'était pas prononcé contre la pose de l'appareil en première instance, à la demande de l'intéressé.
Le 30 avril 2008, le tribunal de Saint-Brieuc rend sa décision : l'appareil est déclaré « illicite » pour cause de trouble à l'ordre public en émettant des ondes sonores : il fonctionnait en continu. Dans son ordonnance, le juge prononce : « L'utilisation d'un appareil spécialement destiné à causer, sinon des dommages corporels, au moins une gêne et dont les effets sont ressentis au-delà des limites de la propriété constitue en soi une agression. Cette agression ne peut être considérée comme une réponse appropriée à des troubles causés par une animation excessive d'une rue d'un centre-ville ».
Quant au débat de fond, le problème de société causé par la pose de ce type d'appareil, il ne se prononce pas : « le législateur devra intervenir pour gérer la pose de ces appareils ». Ce procès est typique d'un cas d'utilisation sans discernement, une « réponse totalement inappropriée aux incivilités dont peut se prévaloir un riverain en affectant tout le monde », déclare l'avocat des commerçants.

#### En Belgique
La commune d'Aywaille était au centre d'une polémique en raison de l'installation de ce type d'appareil sur la façade d'une banque située en face de complexes d'éducation. La présence de ce type d'équipement est justifiée par la volonté d'éloigner les rassemblements de jeunes, voire de les supprimer en leur imposant des nuisances ultra sonores. Le dispositif est désormais retiré, à la suite de la campagne médiatique lancée par l'association « Territoires de la Mémoire » et à la plainte des parents d'un enfant de 14 ans, mais il inspire d'autres sociétés ou entités afin de résoudre les problèmes de délinquance juvénile.
L'association « Les Territoires de la Mémoire » qui est à l'origine de l'affaire Mosquito d'Aywaille, affirme que le principe même de ce dispositif est inacceptable et discriminatoire pour une catégorie de la population, en l’occurrence la jeunesse. Elle a lancé une pétition qui a recueilli près de 10 000 signatures en 4 semaines.
Marc Tarabella, ministre wallon de la Jeunesse, et fervent opposant du système, a demandé le retrait de la vente du mosquito/beethoven au niveau européen  par une procédure d'urgence en faisant appel à la commission RAPEX (le système européen d'alerte rapide qui concerne tous les produits de consommation dangereux) qui vise à protéger les consommateurs des produits potentiellement dangereux pour la santé des consommateurs. La Commission européenne s'est déclarée incompétente sur base de cette procédure invoquant que cette dernière ne concerne que les produits défectueux,.
Le 26 juin 2008, une proposition de résolution est adoptée par la Chambre des représentants de Belgique pour interdire sur tout le territoire belge, toute utilisation et commercialisation de dispositifs répulsifs envers les jeunes de type « Mosquito ».

#### En Suisse
Dans le canton des Grisons, le tribunal administratif cantonal a confirmé l'interdiction prononcée par la ville de Coire : les émetteurs à ondes sonores anti-jeunes, de type « Mosquito » y sont interdits.
Puis, la mairie de Genève a utilisé le Mosquito avant de le retirer à la suite de l'indignation suscitée. Le 11 mai 2007, les autorités genevoises ont finalement procédé à une interdiction totale avec effet immédiat de « tous types d'appareils à ondes répulsives à l'égard des êtres humains » y compris le Mosquito, en exigeant l'enlèvement de ceux qui seraient présents sur le territoire cantonal.
Selon Antonio Hodgers, président des Verts genevois, il y aurait une atteinte à la dignité humaine rien que par le fait que les jeunes sont traités comme des nuisibles par le Mosquito : « On traite les ados comme des chiens. Je ne nie pas qu'il y ait parfois quelques problèmes. Mais la solution réside dans le dialogue, pas dans ce genre de dispositif. », déclare-t-il à la Tribune de Genève.

#### Au Royaume-Uni
Le gouvernement britannique ne s'est pas encore prononcé contre l'utilisation de ce genre de procédés envers les jeunes. Mais, une polémique est en cours dans ce pays.
Une campagne Buzz off (le mosquito comporte un buzzer) appelle à l'interdiction totale du Mosquito sur le territoire.
Shami Chakrabarti, directrice de Liberty, un groupe de pression pour les droits de l'homme au Royaume-Uni, a déclaré : « Ces appareils Mosquito, non testés, ni régulés, sont au mieux : un sifflet à ultrasons pour chien ; au pire : une arme sonique dirigée contre les enfants et les jeunes. Ils n'ont pas leur place dans une société civilisée ». Quant au Commissaire à l'Enfance pour l'Angleterre, le professeur Albert Aynsley-Green, il déclare : « ces dispositifs sont aveugles et ciblent tous les enfants et les jeunes, y compris les nourrissons, indépendamment du fait qu'ils se comportent en bien ou en mal. Le recours à des mesures telles que celles-ci diabolisent tout simplement les enfants et les jeunes, et créent un dangereux fossé entre jeunes et vieux, qui va en s'élargissant. »

## Autre utilisation du concept
- Les fréquences inaudibles aux adultes ont été aussi utilisées pour créer des sonneries d'appareils téléphoniques portables qui permettent aux jeunes d'entendre les signaux d'appels sans perturber les adultes.

- Un répulsif sonore est aussi un appareil électronique émettant des ultrasons désagréables pour des animaux (chiens, chats, rats, fouines, mouffettes, opossum, tatous, ratons laveurs, etc.)[46] afin de les faire fuir, qui vise à assurer la tranquillité d'individus qui n'entendent pas cette gamme de sons. Ces répulsifs ont été développés dans la gamme des ultrasons.

- Un répulsif sonore alternatif existe sous la forme de la « méthode Barry Manilow » : de la musique d'opéra, classique ou de la musique pop démodée est jouée dans certains lieux publics[47]. Cette méthode est employée dans certaines stations de Métro de Paris (exemple : Métro Place de Clichy) et à Londres dans plusieurs stations de métro, à Montréal[48]...
- Des artistes détournent ces dispositifs pour en faire des instruments musicaux et déjouer ainsi leur fonction de coercition, à l'instar du duo Art of failure (Nicolas Maigret et Nicolas Montgermont) dans leur pièce +4K en 2009[49].